# Basket Cefalù
La Zannella Basket Cefalù è una società di pallacanestro maschile di Cefalù, in provincia di Palermo. Raccoglie l'eredità sportiva dell'A.S. Basket Cefalù, nata nel 1972 e rifondata come Cefalù Basket nel 2008, fino ad assumere l'attuale denominazione. Dalla stagione 2016-2017 milita in Serie B.
In trent'anni di attività, ha disputato due stagioni in Serie B d'Eccellenza, arrivando anche a disputare i play-off per la Legadue.

## Storia
Fondato nel dicembre 1972, il Basket Cefalù disputò varie stagioni nelle categorie minori prima di dotarsi di un impianto proprio, il Palazzetto Geodetico, e vincere la Serie D nel 1986. Dopo una fugace apparizione in Serie B nel 1987-88, ha disputato nove stagioni consecutive tra Serie C unica, Serie C1 e Serie C2. Nel 1997 è stato promosso in Serie B2 (in seguito al primo posto conquistato in regular season e un percorso netto nei play-off, dove elimina con un secco 2-0 sia Marsala che l'Azzurrina Reggio Calabria). La stagione 1997-98 vede l'approdo nella cittadina normanna dell'ala reatina Emiliano De Simoni, del lungo livornese Alessio Lenzi e del funambolico playmaker Davide Virgilio dalla Pallacanestro Trapani, che vanno ad aggiungersi al nucleo che aveva conquistato la promozione nell'annata precedente, ossia la guardia Massimo Vito, l'ala-pivot Ivan Drigo e il centro partenopeo trapiantato in terra sicula Ciro De Lise: contro ogni pronostico la matricola biancazzurra ottenne un insperato quarto posto , qualificandosi per la Poule Promozione finale che vide prevalere la corazzata Scafati. La stagione 1998-99 risulta essere quella del consolidamento nella categoria: la rosa viene rivoluzionata con l'arrivo dell'esperto pivot Claudio "Bibo" Castellazzi,con alle spalle una carriera di tutto rispetto nelle serie professionistiche, dell'ala-pivot Luca Tommasini, proveniente dalla Blue Star Roma (Cassino), del talentuoso play-guardia Andrea Cattani dalla "cantera" della Viola Reggio Calabria e dell'ala piccola Alberto Di Mauro; dulcis in fundo il colpo a sensazione che fece grande scalpore sui periodici di settore di tutta Italia: Claudio "Bomba" Bonaccorsi, reduce dalla trionfale promozione in A2 con Roseto , playmaker dai "nobili" trascorsi in serie A, dapprima con la maglia della Pallacanestro Livorno (sua città natale) e successivamente in giro per l'Italia, con anche diverse presenze in maglia azzurra. La squadra, trascinata dalle prodezze di Bonaccorsi e il grandissimo contributo del resto del team raggiunse il terzo posto nella regular season, fregiandosi anche di alcune imprese, come la esaltante vittoria in trasferta a Montegranaro, capolista indiscussa che verrà promossa nella serie superiore al termine dei play-off; nel 2000 giunge la tanto agognata promozione in Serie B d'Eccellenza,dopo un appassionante duello testa a testa con i cugini dell'Orlandina Basket e la vittoria dello spareggio contro Castelletto Ticino nel concentramento finale di Rieti.

### La Serie B d'Eccellenza e la scomparsa (2000-2014)
Durante la prima stagione in terza serie, la squadra di coach Ponticiello si classifica all'ottavo posto contro ogni pronostico, grazie al nucleo ben rodato composto dal capitano Cattani, Di Mauro, Tosolini e da Fabio Nardone, e agli inserimenti del pivot Danilo Del Cadia e dalla coppia di oriundi argentini composta da Carlos Gallo e Fabián Tourn, pivot dalle eccellenti doti tecniche ed ex-nazionale argentino. Nei playoff elimina sorprendentemente per 2-0 la Dinamo Sassari, classificatasi al primo posto del girone A; tuttavia perde per 2-1 la serie finale contro Montegranaro e la finalina contro Pavia. Sfuma così la possibile promozione in Legadue.
Dopo la salvezza conquistata ai play-out al termine della stagione successiva, il 21 giugno 2002 la società cede il titolo alla Falchetti Caserta a causa delle difficoltà economiche e della mancanza dell'agibilità del Palazzetto dello Sport di Cefalù. Gli ultras della squadra siciliana però hanno incolpato della rinuncia alla categoria i dirigenti, che avrebbero rifiutato di far entrare nella società dei nuovi finanziatori, e il presidente, che dopo l'elezione al consiglio comunale cefaludese aveva promesso un rinnovamento degli obiettivi societari.

### Il ritorno in serie B (2015-2017)
Dopo aver sfiorato la promozione nella primavera 2015, in estate la Zannella si rinforza con l'arrivo degli americani Cooper e Sims. La stagione successiva la squadra, supportata dal ritrovato entusiasmo del pubblico e da un gruppo capace di inanellare 20 vittorie consecutive in regular season, domina anche la poule promozione, vincendo tutti i sei incontri conquistando la promozione in Serie B con un turno di anticipo. Al termine della stagione viene annunciata l'interruzione del rapporto con coach Flavio Priulla, l'allenatore che ha guidato la squadra fino alla promozione. Al suo posto viene annunciato l'arrivo di Fabio Nardone, già a Cefalù come giocatore, per tre stagioni.
La Zannella viene inserita nel girone C della Serie B. Dopo la riconferma del blocco protagonista della promozione (eccezion fatta per gli americani, esclusi per regolamento) viene annunciato l'arrivo del giovane sammarinese Biordi, dell'italo-argentino Paparella e di Losi. Tuttavia, dopo il poco convincente avvio in campionato (una vittoria e due sconfitte) il tecnico Nardone rassegna le dimissioni. La squadra, dopo essere stata momentaneamente affidata agli allenatori in seconda Giambelluca e Lusco, è guidata da Luca Ciaboco, che debutta battendo in casa la LUISS Roma. All'inizio del 2017, dopo un girone di andata che lascia presagire una lotta serrata per la salvezza, arriva la rescissione del contratto con Losi.

### Due società cefaludesi
Nel 2024-2025, la Zannella Basket è ripescata in Divisione Regionale 1 insieme all'altra società cittadina, il Basket Cefalù 1972.
Nel 2025-2026 solo il Basket Cefalù 1972 è inserita nel Girone West di Divisione Regionale 1.

## Cronistoria
| Cronistoria del Basket Cefalù |
| --- |
| - 1972 · Fondazione del Basket Cefalù. - 1983-1984 · 4ª in Serie D. - 1984-1985 · 3ª in Serie D. - 1985-1986 · in Serie D. - 1986-1987 · in Serie C, promosso in Serie B2. - 1987-1988 · in Serie B2, retrocesso in Serie C. - 1988-1989 · 3ª in Serie C. - 1989-1990 · 10ª in Serie C. - 1990-1991 · in Serie C1. retrocesso in Serie C2. - 1991-1992 · in Serie C2, promosso in Serie C1. - 1992-1993 · 12ª in Serie C1. - 1993-1994 · 10ª in Serie C1. - 1994-1995 · 8ª in Serie C1. - 1995-1996 · 6ª in Serie C1. - 1996-1997 · in Serie C1, promosso in Serie B2. - 1997-1998 · 4ª in Serie B2. - 1998-1999 · 3ª in Serie B2. - 1999-2000 · in Serie B2, promosso in Serie B d'Eccellenza. - 2000-2001 · 8ª nel girone B di Serie B d'Eccellenza,finale dei play-off promozione, perde la finalina. Quarti di finale di Coppa Italia LNP. - 2001-2002 · 12ª nel girone B di Serie B d'Eccellenza, secondo turno dei play-out. Ottavi di finale di Coppa Italia LNP. - 2002 · Cessione del titolo sportivo a Caserta, diventa Nuova Pallacanestro Cefalù, retrocessa in Serie C1. - 2002-2003 · nel girone H di Serie C1. - 2003-2004 · nel girone H di Serie C1, promossa in Serie B2. - 2004-2005 · 10ª nel girone D di Serie B2, perde i play-out, retrocessa in Serie C1, fallimento societario. - 2008 · Fondazione del Cefalù Basket. - 2009-2010 · 2ª nel sottogirone B1 di Serie D Sicilia. 2ª in poule promozione B, promosso in Serie C. - 2010-2011 · 9ª nel girone A di Serie C siciliana. - 2011-2012 · 7ª nel girone A di Serie C siciliana, ottavi di finale play-off promozione. - 2012-2013 · 1ª nel girone A Nord di Serie C Sicilia. Semifinali dei play-off. - 2013-2014 · 2ª nel sottogirone A Nord di Serie C Siciliana, 6ª in poule promozione, ripescato in Serie C. - 2014-2015 · 2ª nel girone I di Serie C, 3º girone G della fase finale. Turno preliminare di Coppa Italia LNP di Serie C - 2015-2016 · 1ª in Serie C Silver Sicilia, 1ª nel girone C della fase finale. Promossa in Serie B. - 2016-2017 · 11ª nel girone C di Serie B, rinuncia e riparte dalla Serie D. - 2017-2018 · 5ª nel Girone Nord di Serie D Sicilia. - 2018-2019 · 8ª nel Girone Nord di Serie D Sicilia, salvo ai play-out. - 2019-2020 · Zannella, 5ª nel Girone B di Serie D Sicilia. È fondato anche il Basket Cefalù 1972, 7ª nel Girone B di Serie D Sicilia. Entrambe non si iscrivono dopo la pandemia. - 2020-2021 · attività giovanile. - 2021-2022 · Zannella, 6ª nel Girone Giallo di Serie D Sicilia, salva ai play-out. - 2022-2023 · Zannella, 2ª nel Girone B di Serie D Sicilia, quarti di finale play-off, non si iscrive. - 2023-2024 · attività giovanile. - 2024-2025 · Zannella, 6ª nel Girone Ovest di DR1, quarti di finale play-off; Bk. Cefalù, 3ª nel Girone Ovest di DR1, semifinalista play-off. - 2025-2026 · Bk. Cefalù, nel Girone West di DR1. |

## Allenatori
Basket Cefalù
- Franco Lanfranchi (1983-1985)
- Manuel Scotto Lavina (1985-1986)
- Michelangelo Russo (1986-1987)
- Sgarlata (1987-1988)
- Giuseppe Terrasi (1988-1989)
- Francesco De Lise (1989-1990)
- Caccamisi (1990-1991)
- Vincenzo Terrasi (1991-1992)
- Francesco De Lise (1993-1996)
- Luciano Ministero (1996-1998)
- Gianni Tripodi (1998-1999)
- Renato Sabatino (1999-2000)
- Francesco Ponticiello (2000-2001)
- Riccardo Cantone (2001-2002)

Zannella Basket Cefalù
- Carlos Gallo (2010-2011)
- Massimo Fiasconaro (2011)
- Flavio Priulla (2014-2016)
- Fabio Nardone (2016)
- Luca Ciaboco (2016-2017)
- Dario Giambelluca (2017-2023)

Basket Cefalù 1972
- Mike Del Vecchio (2019)
- Stefano Filippone (2019-2020)

## Partecipazioni ai campionati nazionali
| Livello | Categoria            | Partecipazioni | Debutto | Ultima stagione | Totale |
| ------- | -------------------- | -------------- | ------- | --------------- | ------ |
| 3º      | Serie B d'Eccellenza | 2              | 2000-01 | 2001-02         | 3      |
| 3º      | Serie B              | 1              | 2016-17 | 2016-17         | 3      |
| 4º      | Serie B2             | 5              | 1987-88 | 2004-05         | 6      |
| 4º      | Serie C              | 1              | 2014-15 | 2014-15         | 6      |